# جسر فرهاد أباد
جسر فرهاد أباد (بالفارسية: پل فرهادآباد) هو جسر تاريخي يعود إلى عصر الدولة الزندية والقاجاريون، ويقع في مقاطعة قروه.